# 79-я отдельная гвардейская мотострелковая бригада
79-я отдельная гвардейская мотострелковая Инстербургская дважды Краснознамённая, ордена Суворова бригада (сокр. 79 омсбр, в/ч 90151) — тактическое соединение Береговых войск ВМФ Российской Федерации, существовавшее в 2002—2020 годах.
Формирование входило в состав 11-го армейского корпуса Береговых войск Балтийского флота России. Пункт постоянной дислокации — г. Гусев Калининградской области.

## История

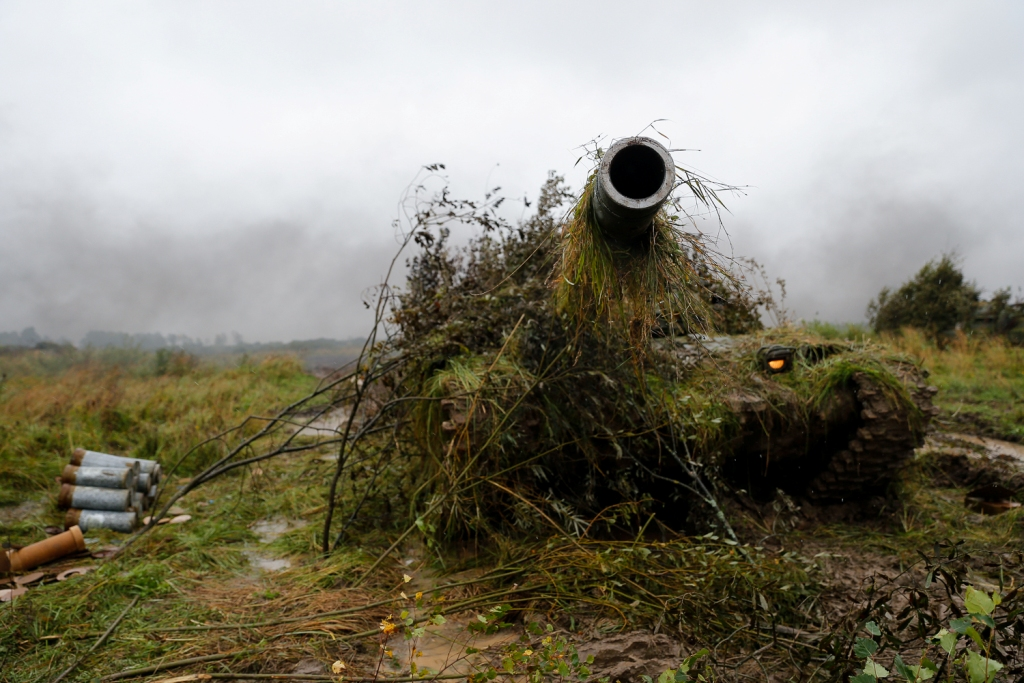
Т-72Б 79-й гв. омсбр на учениях ССУ «Запад-2017». 2 октября 2017.

79-я отдельная гвардейская мотострелковая бригада наследует награды, боевую славу и почётные наименования 18-й гвардейской мотострелковой дивизии.
23 декабря 2011 года бригаде вручено Георгиевское знамя. На торжественном мероприятии заместитель командующего Балтийским флотом вице-адмирал Виктор Кравчук объявил приказ Министра обороны Российской Федерации, зачитал Грамоту Президента РФ о вручении части Георгиевского Знамени и поздравил личный состав с этим знаменательным событием..
29 июня 2016 года 79-я отдельная гвардейская мотострелковая бригада вошла в состав 11-го армейского корпуса, в состав которого вошли подразделения береговых войск Балтийского флота в Калининградской области, за исключением 336-й отдельной бригады морской пехоты, оставшейся в оперативном подчинении штаба флота. Командиром корпуса был назначен генерал-майор Юрий Яровицкий.
В 2020 году бригада переформирована в 18-ю гвардейскую мотострелковую дивизию.

## Состав
- управление[9];
- 1-й мотострелковый батальон;
- 2-й мотострелковый батальон;
- 3-й мотострелковый батальон;
- танковый батальон;
- 1-й гаубичный самоходно-артиллерийский дивизион;
- 2-й гаубичный самоходно-артиллерийский дивизион;
- реактивный артиллерийский дивизион;
- противотанковый артиллерийский дивизион;
- зенитный ракетно-артиллерийский дивизион;
- разведывательный батальон;
- инженерно-сапёрный батальон;
- батальон управления (связи);
- ремонтно-восстановительный  батальон;
- батальон материального обеспечения;
- стрелковая рота (снайперов);
- рота РХБЗ;
- рота РЭБ;
- комендантская рота;
- медицинская рота;
- батарея управления и артиллерийской разведки (начальника артиллерии);
- взвод управления и радиолокационной разведки (начальника ПВО);
- взвод управления (начальника разведывательного отделения);
- взвод инструкторов;
- взвод тренажёров;
- полигон;
- оркестр.